# Calliaster
Genre
Calliaster est un genre d'étoiles de mer qui appartient à la famille des Goniasteridae.

## Caractéristiques
C'est une famille d'étoiles régulières de l'Indo-Pacifique, très variable, qui se distingue par la présence de une à plusieurs épines subambulacraires surdimensionnées dans les séries transversales, et d'épines surdimensionnées présentes sur les plaques abactinales, marginales et actinales, sur des plaques à la surface nue et lisse. Les plaques marginales forment une bordure abactinale proéminente dans la plupart des espèces, mais variable. 
Ce genre est intimement lié aux genres Astrothauma  et Milteliphaster.

## Liste d'espèces
Selon World Register of Marine Species (6 octobre 2019) :
- Calliaster acanthodes H.L. Clark, 1923
- Calliaster baccatus Sladen, 1889
- Calliaster chaos Mah, 2018
- Calliaster childreni Gray, 1840
- Calliaster corynetes Fisher, 1913
- Calliaster elegans Döderlein, 1922
- Calliaster erucaradiatus Livingstone, 1936
- Calliaster mamillifer Alcock, 1893
- Calliaster pedicellaris Fisher, 1906
- Calliaster quadrispinus Liao, 1989
- Calliaster regenerator Döderlein, 1922
- Calliaster sarahae Mah, 2018
- Calliaster spinosus H.L. Clark, 1916
- Calliaster thompsonae H.E.S. Clark, 2001
- Calliaster wanganellensis (H.E.S. Clark, 1982)

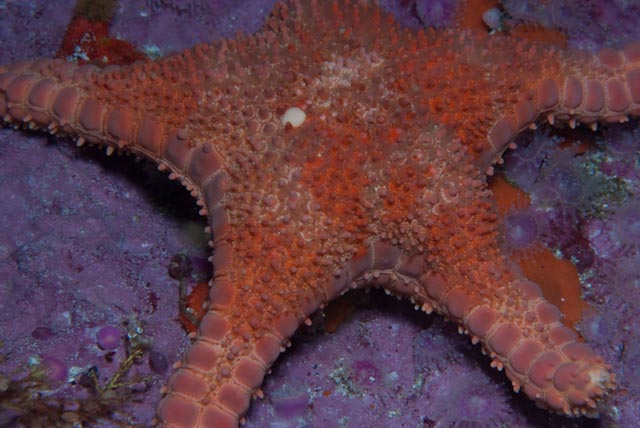
Calliaster baccatus
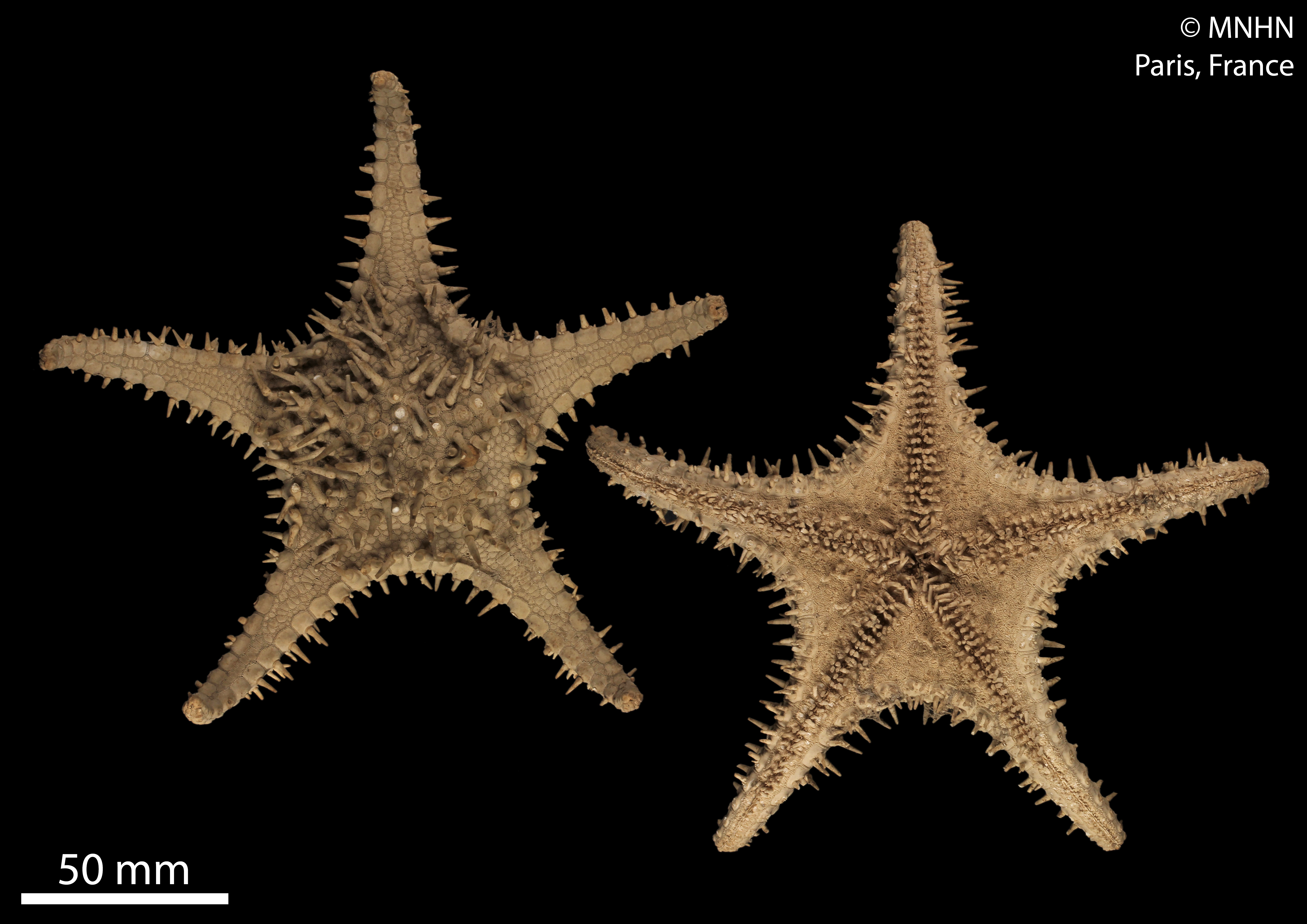
Calliaster chaos
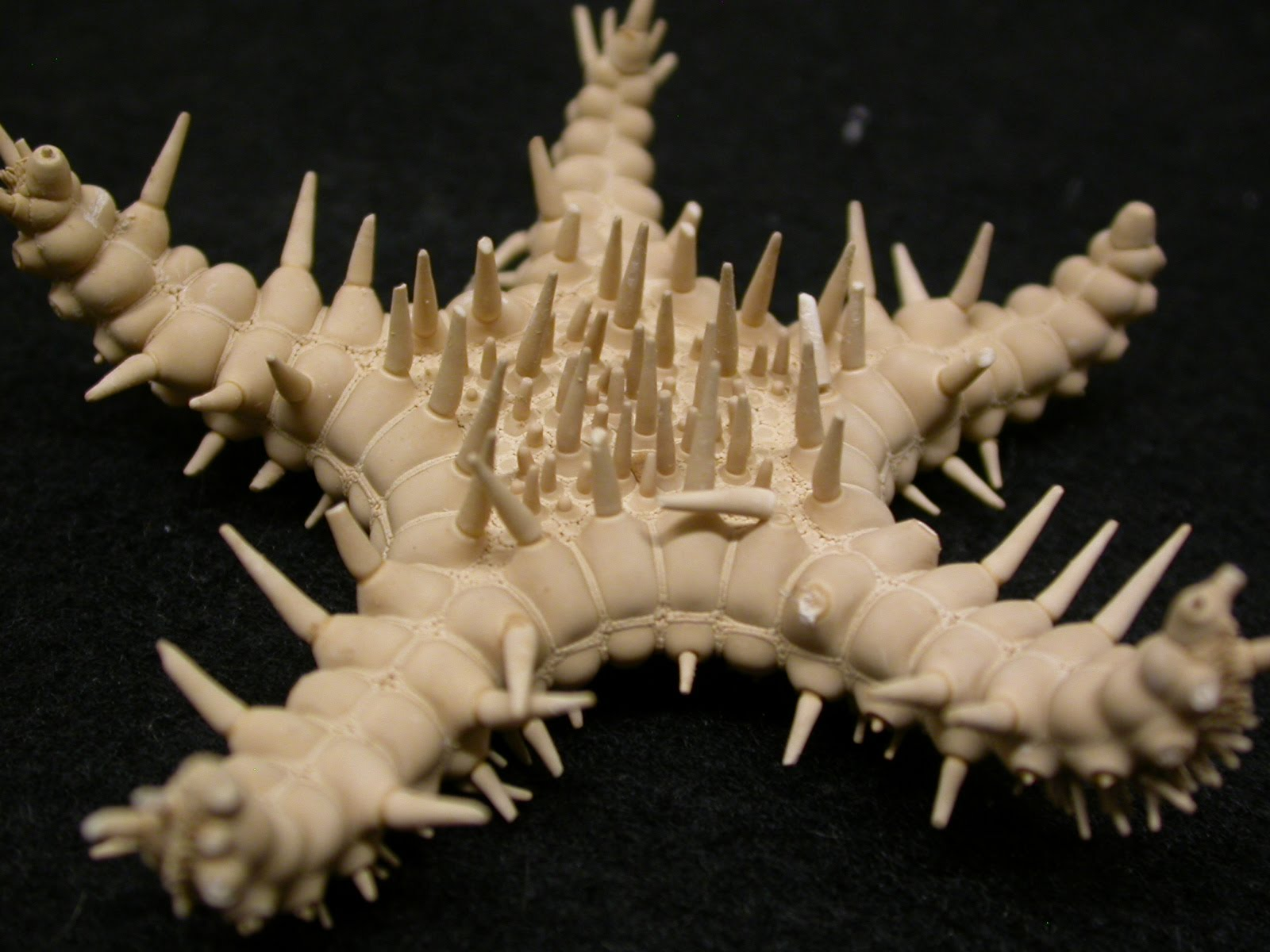
Calliaster elegans
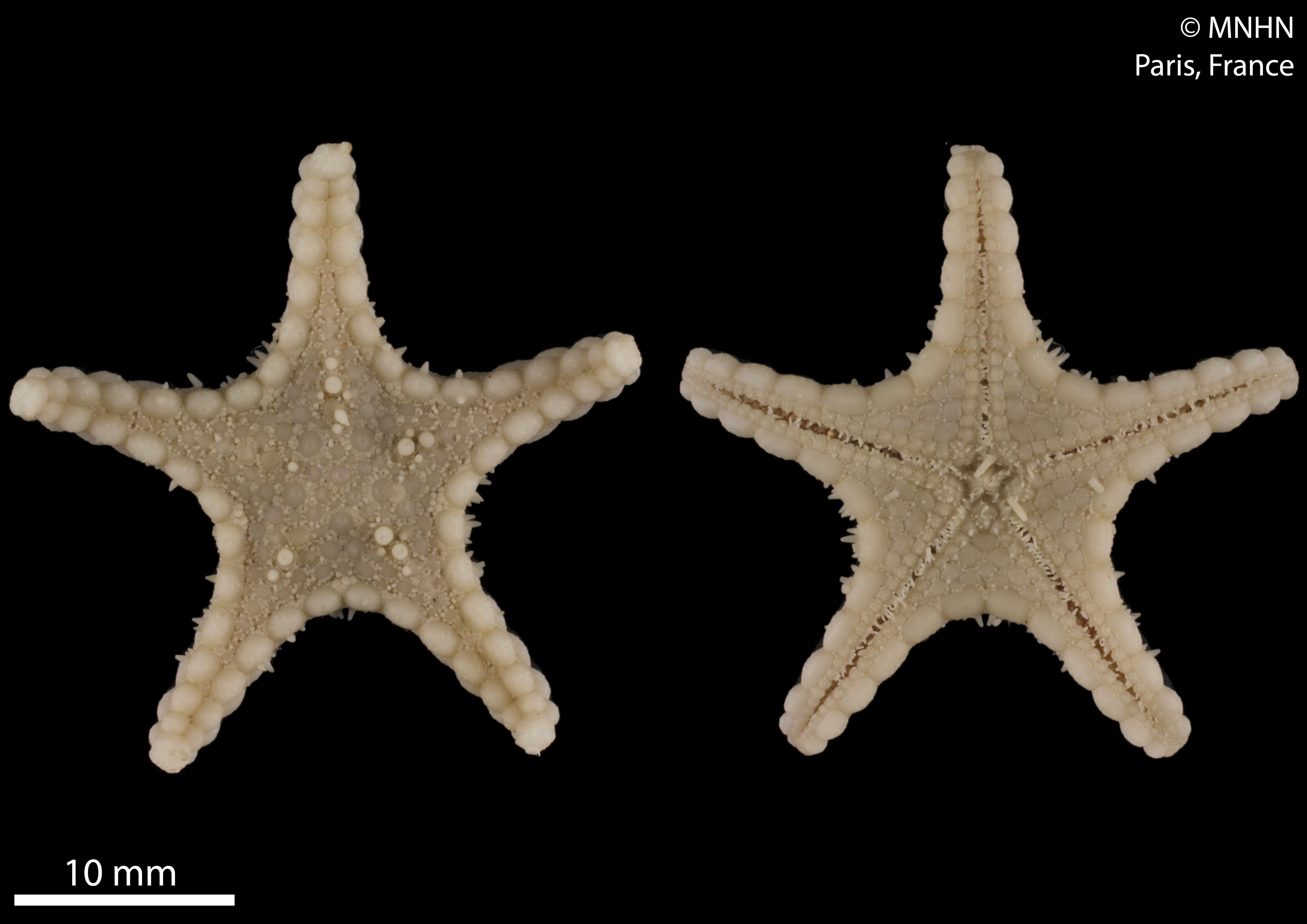
Calliaster mamillifer
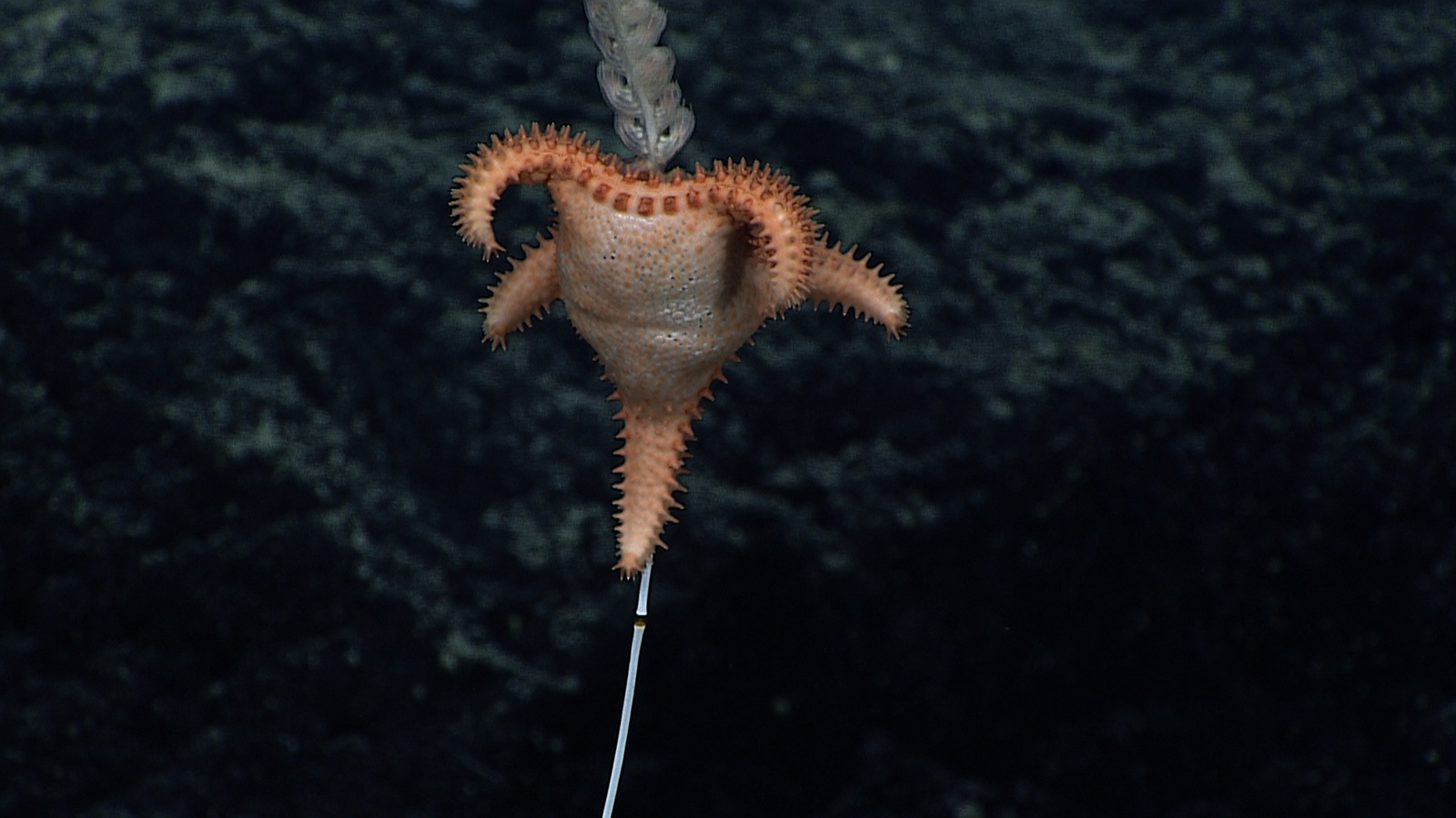
Calliaster pedicellaris
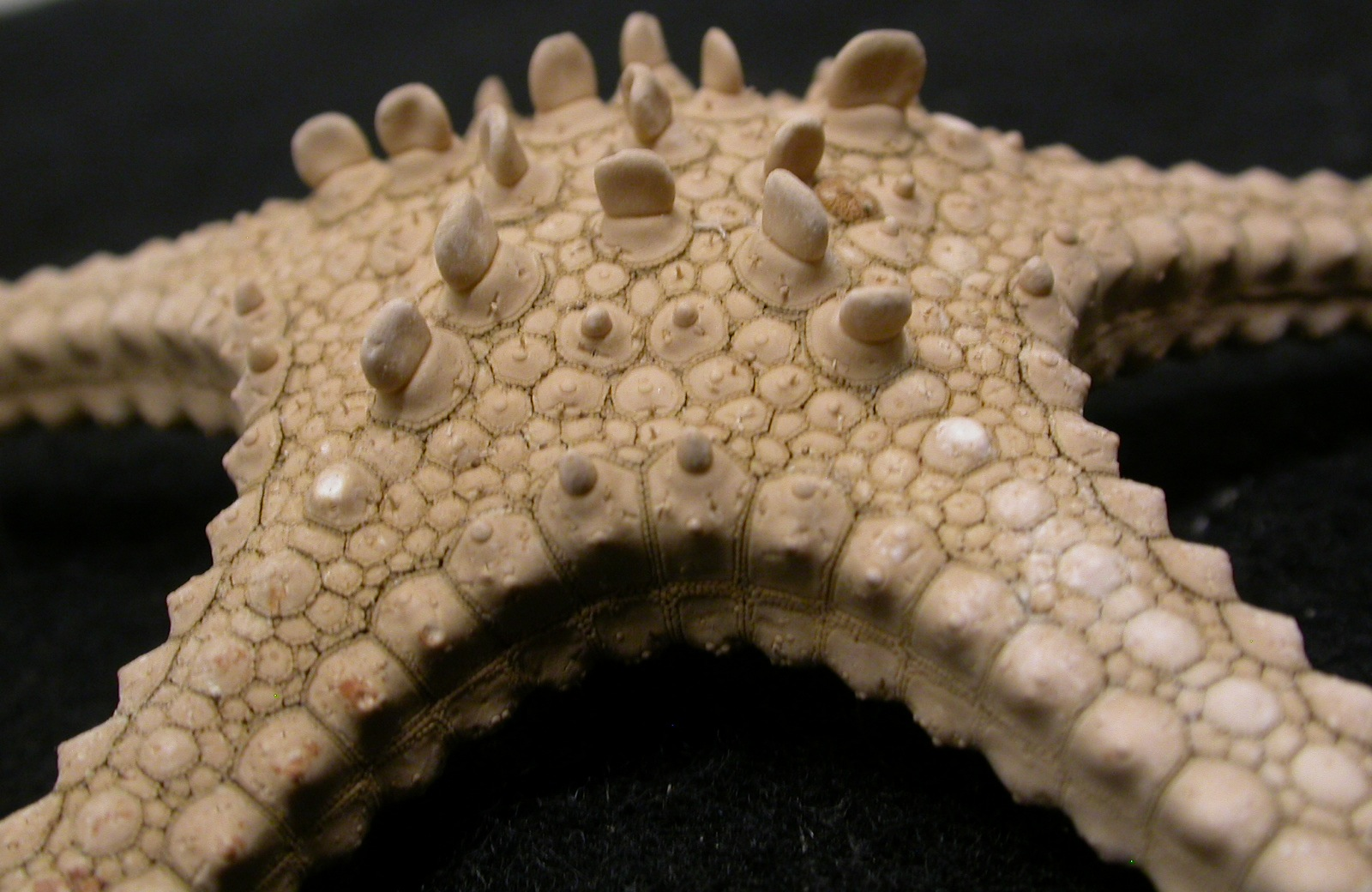
Calliaster regenerator
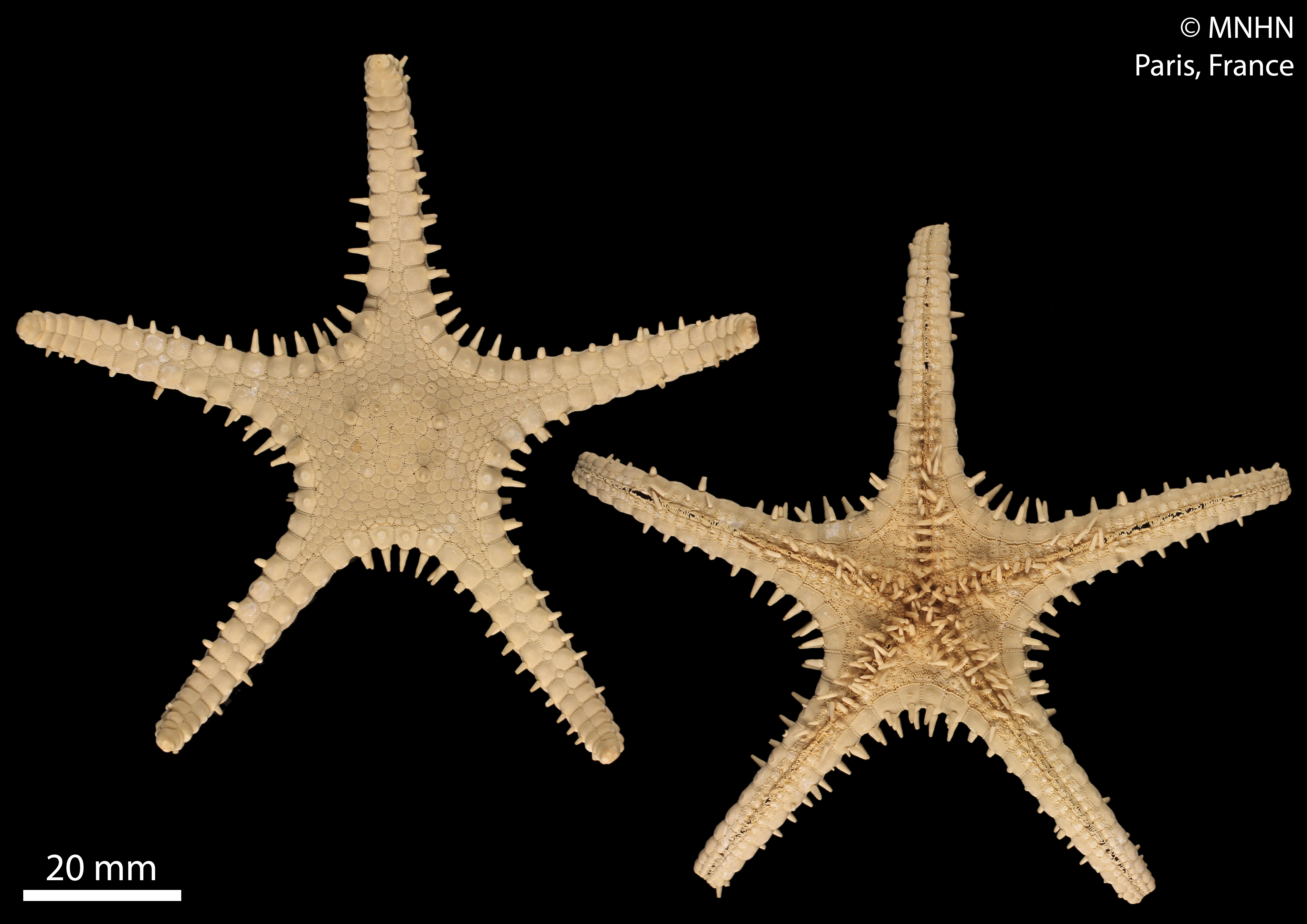
Calliaster sarahae
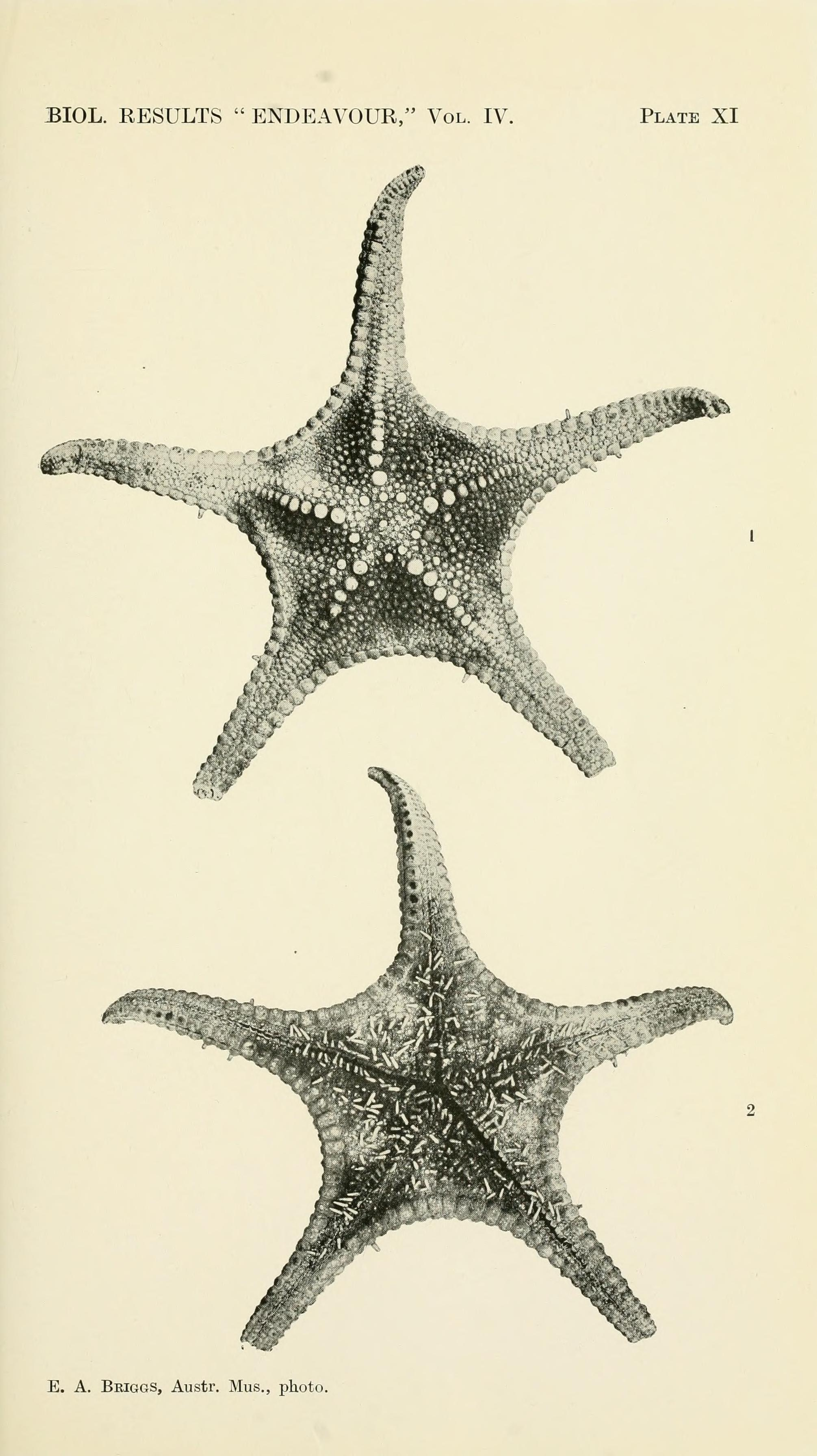
Calliaster spinosus
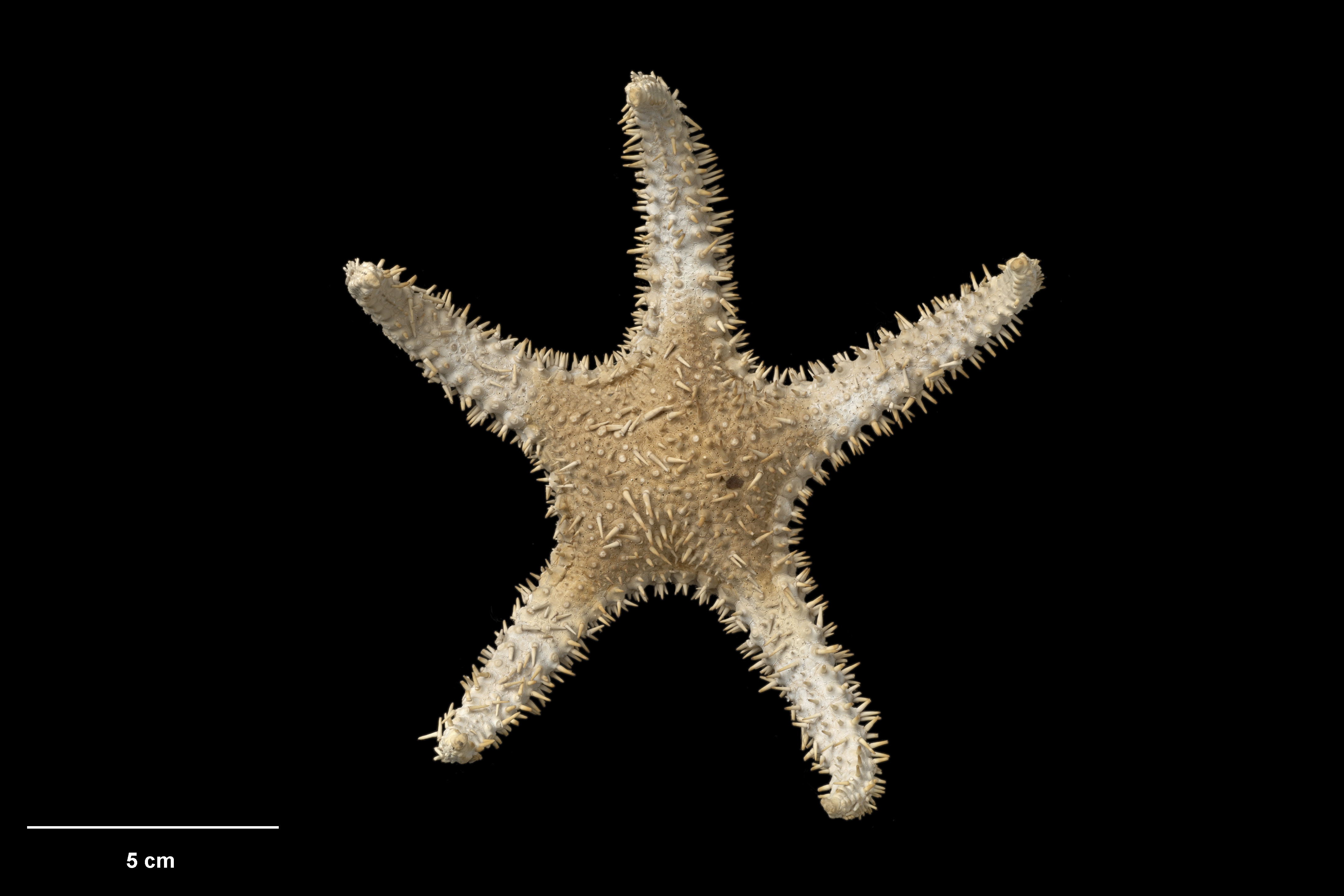
Calliaster wanganellensis